# Potentilla pulchella
Potentilla pulchella — вид трав'янистих рослин родини Розові (Rosaceae), зростає в арктичних зонах Північної Америки, Азії, а також у Європі на архіпелазі Шпіцберген і Новій Землі.

## Опис
Це багаторічні поодинокі трави з центральним коренем; основне стебло товсте, деревне; нерозгалужений або розгалужений каудекс на рівні землі. Каудексові гілки густо вкриті червоно-коричневими залишками прилистків і черешків. Більшість листів базальні. Квіткові стебла поодинокі або буває кілька бічних, вони висхідні й до 15(20) см завдовжки. Листя чергове. Прикореневі листки від крихітних до 10 см завдовжки. Черешки до 4 см. Прилистки ланцетні  або яйцеподібні, гострі, прирослі до черешків. Листові пластини 1.2–4.0(6.0) × 0.7–2.0(3.0) см, довгастих обрисів, перисті, майже голі й сірувато-зеленого кольору або частіше, густо запушені з білими, шовковистим волосками. Листових фрагментів 3–7 у (1)2(3) парах.
Суцвіття (1)2–5(9)-квіткові. Квітконіжки прямі, короткі в стадії цвітіння (до 1 см), подовжуються сильно в стадії плодоношення, з або без розріджених залоз. Квіти радіально симетричні, маленькі, до 1–1.5 см в діаметрі, з 5 підчашковими приквітками, чашолистками й пелюстками. Підчашкові приквітки 3.5–4.5 × 1.0–1.8 мм, коротші за чашолистки, довгасті, округлі, тупі або підгострі. Чашолистки 3–5 × 1.8–2.0 мм, тупі або підгострі. Пелюстки 4–5 × 2–3 мм, в 1–1.5 разів довші за чашолистки, яйцюваті, еліптичні або обернено-яйцюваті, перекривають один одного, блідо-жовтого кольору. Тичинок приблизно 20. Плодолистки вільні, приблизно 30–50. Плодів часто 30–50 на квітку. Сім'янки 1.4–1.5 мм, гладкі або зморшкуваті. 2n = 28.

## Відтворення
Розмноження насінням, ймовірно, статеве утворення насіння; немає вегетативного розмноження. Досить маленькі квітки потенційно пристосовані до запилення комахами. Немає спеціальних пристосувань для поширення насіння.

## Поширення
Поширення майже безперервне у Гренландії, Канаді й Алясці (Північна Америка), але трапляється набагато більш розсіяно в Північній Азії; в Європі, можливо, росте лише на Шпіцбергені й Новій Землі.
Найбільш поширений на відкритих або слабо зарослих ділянках з рясною глиною або суглинках. Рідше трапляється на щебнистих або кам'янистих ділянках, таких як осипи й оголення. Майже обмежуються підкладками з приблизно нейтральною або лужною реакцією ґрунту (рН).